# Систем за повраћај кинетичке енергије
Систем за повраћај кинетичке енергије (енгл. Kinetic Energy Recovery System или скраћено КЕРС је систем батерија за прикупљање кинетичке енергије добивене кочењем. Систем је још у развоју, а користи се на болидима Формуле 1. ФИА је у сезони 2009. допустила коришћење КЕРС-а од 60 KW. Од сезоне 2014 КЕРС у Формули 1 је преименован у ЕРС-К и користи се аутоматски, траје шест пута дуже и има шест пута већу снагу.

## Систем рада
Приликом кочења кинетичка енергија се (маса и брзина возила...) при трењу дискова претвара у топлотну енергију, а енергија постепено губи. КЕРС служи управо томе да се један део топлотне енергије при трењу дискова, преусмери у систем који ће на неки начин прикупити. Енергија се сакупља у кондензатору који се на правцу празни те побољшава перформансе мотора.

## Несреће
На тестирањима у Хересу 2008. догодила се необична несрећа. Наиме у модификованом болиду БМВ-Заубера којег је возио Кристијан Клин, БМВ-овог механичара ударио је електрични удар. Због тога је он завршио у болници, а КЕРС се показо као недовољно развијена компонента. Због тога су се многе екипе у Формули 1 бојале употребити КЕРС а од тада се приликом додира болида с КЕРС-ом обавезно носе заштитне рукавице.